# Seznam avstralskih košarkarjev
Seznam avstralskih košarkarjev.

## A
- David Andersen

## B
- Cameron Bairstow
- Aron Baynes
- Andrew Bogut
- Ray Borner
- Anatoly Bose
- Mark Bradtke
- Ryan Broekhoff
- C. J. Bruton

## C
- Martin Cattalini

## D
- Matthew Dellavedova
- Frank Drmic

## E
- Dante Exum

## F
- Scott Fisher

## G
- Andrew Gaze
- Lindsay Gaze
- Adam Gibson
- Ricky Grace
- Chris Goulding

## H
- Shane Heal
- Ben Hunt
- Adrian Hurley

## I
- Joe Ingles

## J
- Nathan Jawai

## L
- Luc Longley

## M
- Sam Mackinnon
- Brett Maher
- Patty Mills
- Danny Morseu
- Brock Motum

## N
- Brad Newley
- Matthew Nielsen

## P
- Ed Palubinskas

## R
- John Rillie
- Paul Rogers
- Tony Ronaldson

## S
- Glen Saville
- Larry Sengstock
- Phil Smyth

## V
- Andrew Vlahov